# Yana Toboso
Yana Toboso (枢 やな, Toboso Yana) (Warabi, 24 de Janeiro de 1984) também conhecida pelos seus pseudônimos Yanao Rock e Takaragi Yana, é uma mangaká japonesa. O seu trabalho mais significativo é a serie Kuroshitsuji (黒執事, "O Mordomo Negro"), que tem como personagem principal o Conde Ciel Phantomhive, de 13 anos, que fez um contrato com um mordomo demoníaco chamado Sebastian Michaelis.
Desde a sua estreia em 16 de setembro de 2006, este tem sido publicado na revista Monthly GFantasy, pela editora Square Enix.
Atualmente, Yana, possui um site chamado Devil's 6th Day.

## Trabalhos
- Rust Blaster(ラストブラスタ): Obra de 2006, mangá de seis capítulos publicado pela Square Enix em um volume. Conta a história de um vampiro e um humano que frequentam uma escola para vampiros e humanos. Os humanos são protegidos e qualquer tentativa ataque a eles é resultado em punição. Al, um vampiro que é filho do diretor é confrontado pelo seu pai para proteger um humano. Esse humano alerta que sabe quando o fim do mundo irá ocorrer. Em seguinte, duas luas aparecem no céu demonstrando o fim do mundo. O par então, junto com outros aliados, devem lutar juntos para proteger o mundo onde as duas espécies coexistem.[1]

- Kuroshitsuji (黒執事, "O Mordomo Negro"): A sua obra é uma série popular, publicada também na Monthly GFantasy.[2] Um dos volumes, nomeadamente o número 3, chegou a alcançar o terceiro lugar em vendas no Japão.[3] O volume seguinte, alcançou o número 9.[4] O volume editado a seguir, ultrapassou mesmo o número 3 , tendo chegado ao ao número 2.[5][6] O volume seguinte alcançou o topo de vendas, número 1, em 2 semanas, tendo sido vendidos mais de 300 mil exemplares.[7]

## Outras obras
- Glamorous Lip
- Hana Shounen